# Balai Kaliki
Balai Kaliki is een bestuurslaag in het regentschap Payakumbuh van de provincie West-Sumatra, Indonesië. Balai Kaliki telt 715 inwoners (volkstelling 2010).